# Lispocephala dilatata
Lispocephala dilatata är en tvåvingeart som beskrevs av Malloch 1928. Lispocephala dilatata ingår i släktet Lispocephala och familjen husflugor. Inga underarter finns listade i Catalogue of Life.